# Coupe d'Angleterre de football 1883-1884
Navigation
Coupe d'Angleterre 1882-1883 Coupe d'Angleterre 1884-1885
La Coupe d'Angleterre de football 1883-1884 est la 13e édition de la Coupe d'Angleterre de football. 
La finale se joue le 29 mars 1884 au Kennington Oval entre les Blackburn Rovers et le club écossais de Queen's Park FC. Les Blackburn Rovers remportent leur premier titre en battant Queen's Park 2 à 1.

## Finale
| Finale de la Coupe d'Angleterre 1883-1884 | Blackburn Rovers | 2 – 1 | Queen's Park FC | Kennington Oval (Londres) |  |
| 29 mars 1884                              |                  | (–)   |                 |                           |  |
| 29 mars 1884                              | rapport          |       |                 |                           |  |